# Kappa1 Ceti
Kappa1 Ceti (κ1 Cet / κ1 Ceti) è una stella nella costellazione della Balena di magnitudine apparente è +4,85. Si trova a 29,9 anni luce di distanza dal Sistema solare ed è una stella della sequenza principale di classe spettrale G5-V.

## Osservazione
Si tratta di una stella situata nell'emisfero celeste boreale, ma molto in prossimità dell'equatore celeste; ciò comporta che possa essere osservata da tutte le regioni abitate della Terra senza alcuna difficoltà e che sia invisibile soltanto nelle aree più interne del continente antartico. Nell'emisfero nord invece appare circumpolare solo molto oltre il circolo polare artico. La sua magnitudine pari a 4,8 fa sì che possa essere scorta solo con un cielo sufficientemente libero dagli effetti dell'inquinamento luminoso.
Il periodo migliore per la sua osservazione nel cielo serale ricade nei mesi compresi fra fine ottobre e aprile; da entrambi gli emisferi il periodo di visibilità rimane indicativamente lo stesso, grazie alla posizione della stella non lontana dall'equatore celeste.

## Caratteristiche
È una stella osservata e studiata per alcune caratteristiche, come ad esempio la sua variabilità, provocata dalla sua forte rotazione, e che varia in un tempo di 9,2 giorni. La forte rotazione su se stessa sta ad indicare anche una stella piuttosto giovane, con un'età certamente inferiore al miliardo di anni. Ha una massa simile a quella del Sole e un raggio e una luminosità rispettivamente di 0,92 R⊙ e 0,84 volte quella del Sole.
La peculiarità principale di questa giovane stella è l'emissione di "superflares" da 100 a 10 milioni di volte più intensi dei maggiori flares solari, tanto da aumentare per brevi momenti la luminosità della stella di 20 volte. Si pensa che questi fenomeni si verifichino per l'interazione del campo magnetico della stella con quello di un pianeta gigante in orbita stretta.
La stella è anche una variabile BY Draconis; la presenza di macchie stellari sulla sua superficie che compaiono e scompaiono a seconda del punta di vista dell'osservatore determinano una variabilità di 0,04 magnitudini in un periodo di 9 giorni.